# Gare de Vallon
Gare de Vallon – stacja kolejowa w Vallon-en-Sully, w departamencie Allier, w regionie Owernia-Rodan-Alpy, we Francji. Jest zarządzana przez SNCF (budynek dworca) i przez RFF (infrastruktura).
Została otwarta w 1861 przez Compagnie du chemin de fer de Paris à Orléans (PO). Stacja jest obsługiwana przez pociągi Intercités, TER Auvergne oraz pociągi towarowe Fret SNCF.

## Położenie
Stacja znajduje się na linii Bourges – Miécaze, w km 304,580, pomiędzy stacjami Urçay i Magnette, na wysokości 169 m n.p.m.

## Linie kolejowe
- Bourges – Miécaze